# Saison 6 d'Une grenade avec ça ?
Chronologie
Saison 5 Saison 7
Cet article présente le guide des épisodes de la sixième saison de la série télévisée québécoise Une grenade avec ça? dans l'ordre de la première diffusion.

## Liste des épisodes

### Épisode 1:Nouvelle administration
- Québec : sur VRAK

### Épisode 2:Bien-cuit saignant
- Québec : sur VRAK

### Épisode 3:La Récréation est finie
- Québec : sur VRAK

### Épisode 4:La Guerre des verts
- Québec : sur VRAK

### Épisode 5:Je te quitte, moi non plus
- Québec : sur VRAK

### Épisode 6:Guerre d'usure
- Québec : sur VRAK

### Épisode 7:Le Rançon de la gloire
- Québec : sur VRAK

### Épisode 8:Le Gérant de l'année
- Québec : sur VRAK

### Épisode 9:La Caissière au javelot
- Québec : sur VRAK

### Épisode 10:La Remplaçante
- Québec : sur VRAK

### Épisode 11:Dragueurs anonymes
- Québec : sur VRAK

### Épisode 12:La Maison hantée
- Québec : sur VRAK

### Épisode 13:La Bactérie C-Pafacil
- Québec : sur VRAK

### Épisode 14:Sortie de secours
- Québec : sur VRAK

### Épisode 15:Trois petits singes
- Québec : sur VRAK

### Épisode 16:Les Nouveaux Amis
- Québec : sur VRAK

### Épisode 17:Une journée en prison
- Québec : sur VRAK

### Épisode 18:À un cheveu de la mort
- Québec : sur VRAK

### Épisode 19:Tché contre le Jarret Masqué
- Québec : sur VRAK

### Épisode 20:Climat châtiments
- Québec : sur VRAK

### Épisode 21:Ève a du piquant
- Québec : sur VRAK

### Épisode 22:Miss Creighton
- Québec : sur VRAK

### Épisode 23:Papa partagé
- Québec : sur VRAK

### Épisode 24:Éduc moidon
- Québec : sur VRAK

### Épisode 25:Mannequin d'un jour
- Québec : sur VRAK

### Épisode 26:Une caissière en orbite
- Québec : sur VRAK